# Stefano Evodio Assemani
Stefano Evodio Assemani (Trípoli, Líbano, 15 de abril de 1707-Roma, 24 de noviembre de 1782) fue un bibliotecario, orientalista y arzobispo católico libanés, naturalizado italiano.

## Biografía
Nacido en una familia cristiana maronita de la que salieron varios orientalistas ilustres y eclesiásticos ("Assemani", más que un apellido, es un patronímico árabe que significa hijo de Simón), era sobrino de Giuseppe Simone Assemani, que era hermano de la madre, y primo de Giuseppe Luigi Assemani (hijo de un hermano de su padre) y, al igual que ellos, estudió en el Pontificio Colegio maronita de Roma. Asumió el apellido materno Assemani, compartiéndolo así con su tío Giuseppe Simone, el cual lo había llamado a Roma cuando Stefano era todavía niño, mientras que el apellido paterno Awwād lo italianizó en "Evodio", pasando a usarlo como segundo nombre.
Fue enviado por Propaganda Fide a Siria, Mesopotamia y Egipto, y en 1735 participó en Líbano en el sínodo de la Iglesia maronita presidido por su tío Giuseppe Simone. Sus méritos le valieron el nombramiento como arzobispo de Apamea. Más adelante fue nombrado por el papa Clemente XII consultor de la Sagrada Congregación para el Clero y, posteriormente, de la Sagrada Congregación de Ritos.
Tras volver a Roma, trabajó en la Biblioteca Apostólica Vaticana como traductor de lenguas orientales bíblicas y ayudó a su tío en el Epítome de los códigos orientales. Fue encargado de completar en Florencia las actas para la canonización de san José de Calasanz, fundador de los Escolapios. Durante esta estancia, conoció al Gran Duque de Toscana Juan Gastón de Médici, quien le pidió que organizara el catálogo de los manuscritos ilustrados de la Biblioteca Laurenciana, el cual sería publicado en tres volúmenes en 1743. Asimismo, preparó también el catálogo de los manuscritos de la Biblioteca Riccardiana. De vuelta a Roma, y a petición del cardenal Flavio Chigi, preparó el catálogo de los manuscritos de la Biblioteca Chigiana. A continuación preparó su obra más conocida, Martirum Orientalium et Occidentalium ex codd. Vaticanis eruta que dedicó a Juan V de Portugal. A la muerte del rey, acaecida en 1750, recibió el encargo de escribir la oración fúnebre. En 1768, a la muerte de su tío Giuseppe Simone Assemani, le sucedió en el puesto de prefecto de la Biblioteca vaticana.

## Obras
- Stefano Evodio Assemani. Bibliothecae Mediceae Laurentianae et Palatinae codicum mms. orientalium catalogus, Stephanus Evodius Assemanus, recensuit digessit notis illustravit Antonio Francisco Gorio curante. Florentiae: ex Typographio Albiziniano, 1742 (Florentiae: ex typographia Caietani Albizzini, 1743)
- Stefano Evodio Assemani. Laudatio in funere Friderici Augusti 3. regis Poloniae ducis Saxoniae S.R.I. principis electoris habita coram eminentissimis ac reverendissimis S.R.E. cardinalibus in aede sanctissimi Salvatoris in Lauro 8. Kal. Jun. an.1764. a Stephano Evodio Assemano archiepiscopo Apamaee. Romae: ex typographia Francisci Bizzarrini Komarek, provisoris librorum sanctae Romanae Ecclesiae in Bibliotheca Vaticana, 1764.
- Stefano Evodio Assemani. Delle lodi di Giovanni V re fedelissimo di Portogallo orazione recitata l'anno 1751 nella solenne adunanza degli arcadi tenuta nel Bosco Parrasio in morte del medesimo da Stefano Evodio Assemani, detto in Arcadia Libanio Biblio. In Roma: nella stamperia di Angelo Rotilj, e Filippo Bacchelli nella strada del Monte della Farina, 1750.
- Stefano Evodio Assemani. Sacrae et ecclesiasticae eruditionis amatoribus typographus. Romae prostare apud Nicolaum Brondium Bibliopolam in Foro Pasquini, ad signum S. Johannis de Deo. Dat. Romae XVII. Kalendas Septembres, anno 1747.

## Otros proyectos
- Wikisource contiene una página dedicada a Stefano Evodio Assemani